# فالديمار ليموس
فالديمار ليموس (بالبرتغالية: Waldemar Lemos) هو مدرب كرة قدم ولاعب كرة قدم برازيلي، ولد في 5 يونيو 1954 في ريو دي جانيرو في البرازيل. لعب مع نادي أنابولينا.

## وصلات خارجية
- فالديمار ليموس على موقع قاعدة بيانات كرة القدم.إي يو (الإنجليزية)